# Richard Harrison (acteur)
Pour les articles homonymes, voir Richard Harrison.
 (mars 2022).
Si vous disposez d'ouvrages ou d'articles de référence ou si vous connaissez des sites web de qualité traitant du thème abordé ici, merci de compléter l'article en donnant les références utiles à sa vérifiabilité et en les liant à la section « Notes et références ».
Richard Harrison, né le 26 mai 1936 à Salt Lake City (Utah), est un acteur américain ayant fait carrière en Italie.

## Biographie
D'abord mannequin pour des magazines de musculation, Richard Harrison commença ensuite une carrière d'acteur et choisit rapidement de s'expatrier en Italie, pays alors très actif dans le domaine du cinéma. Il tourna dans de nombreux péplums, ainsi que dans des western spaghetti et autres films d'action.
Sa carrière déclinant à partir de 1975, Richard Harrison se tourna vers l'Asie et joua dans des films produits aux Philippines et à Hong Kong. Dans ce dernier, il fit la connaissance de Godfrey Ho et Joseph Lai, respectivement réalisateur et producteur de films, à la réputation sulfureuse. Il se retrouva à tourner de nombreux films d'arts martiaux montés avec des morceaux de vieux films asiatiques rachetés. Cette période cinématographique ne laissa pas un bon souvenir pour Harrison, mais les films de "ninja" résultant de cette période sont très appréciés par des amateurs en tant que nanars.
Accablé par le résultat de ces films asiatiques (le mythique Hitman le Cobra reste à ce titre édifiant), Harrison retourna vivre aux États-Unis et décida d'abandonner progressivement son métier d'acteur pour se consacrer à l'écriture de scénarios, ainsi qu'à des activités civiques (il se porta deux fois candidat à la mairie de Palm Springs) et à divers investissements.
Il a fondé avec son fils une entreprise de matériel informatique appelée Gladiator Electronics, en hommage à ses rôles dans le péplum.
Harrison affirma que sa plus grande contribution au cinéma fut d'avoir refusé le rôle principal de Pour une poignée de dollars au profit de Clint Eastwood qu'il avait lui-même proposé au réalisateur parce qu'il savait monter à cheval, et avait déjà tourné dans la série télévisée Rawhide mettant en scène des cow-boys.

## Filmographie partielle

### Au cinéma

#### Années 1950 et 1960
- 1957 : Kronos de Kurt Neumann
- 1958 : South Pacific de Joshua Logan
- 1961 : Le Maître du monde (Master Of The World) de William Witney
- 1961 : Le Gladiateur invincible (Il gladiatore invincibile) d'Alberto De Martino
- 1962 : Le Boucanier des îles (Il giustiziere dei mari) de Domenico Paolella
- 1962 : Les Sept Gladiateurs (I sette gladiatori) de Pedro Lazaga
- 1963 : Persée l'invincible (Perseo l'invincibile) d'Alberto De Martino
- 1963 : Duel au Texas (Duello nel Texas) de Ricardo Blasco
- 1964 : Hercule contre les mercenaires (L'ultimo gladiatore)
- 1964 : Les Géants de Rome (I giganti di Roma) d'Antonio Margheriti
- 1964 : La Fureur des gladiateurs (I due gladiatori) de Mario Caiano
- 1964 : Les Trois Sergents de Fort Madras (I tre sergenti del Bengala) d'Umberto Lenzi
- 1964 : La Révolte des prétoriens (La rivolta dei pretoriani) d'Alfonso Brescia
- 1965 : Les espions meurent à Beyrouth (Le spie uccidono a Beirut) de Luciano Martino
- 1965 : L'Homme du Bengale (La montagna di luce) d'Umberto Lenzi : Alan Foster
- 1967 : Duel dans le monde (Duello nel mondo) de Georges Combret et Luigi Scattini
- 1967 : El rojo de Leopoldo Savona : Donald Sorensen, dit El rojo
- 1967 : Un casse pour des clous (Ventotto minuti per tre milioni di dollari) de Maurizio Pradeaux
- 1967 : Coup de maître au service de sa majesté britannique (Colpo maestro al servizio di Sua Maestà britannica) de Michele Lupo
- 1968 : Avec Django, la mort est là (Joko - Invoca Dio... e muori) d'Antonio Margheriti

#### Années 1970
- 1970 : Les Léopards de Churchill (I Leopardi di Churchill) de Maurizio Pradeaux
- 1970 : Ni Sabata, ni Trinità, moi c'est Sartana (La diligencia de los condenados) de Juan Bosch Palau : Robert Walton
- 1971 : Que peut-on faire avec sept femmes ? (it) (Si può fare molto con 7 donne) de Fabio Piccioni
- 1971 : On m'appelle King (Lo chiamavano King) de Giancarlo Romitelli
- 1971 : L'Explosion de Marc Simenon
- 1971 : Le Colt du révérend (Reverendo Colt) de León Klimovsky
- 1971 : Le Shérif de Rockspring (Lo sceriffo di Rockspring) de Mario Sabatini : le shérif de Rockspring
- 1972 : Deux Frères appelés Trinita (Jesse & Lester - Due fratelli in un posto chiamato Trinità) de Renzo Genta (it)
- 1971 : L'Ordre et la Violence (L'amico del padrino) de Frank Agrama
- 1975 : Marco Polo, le guerrier du Kublai Khan de Chang Cheh
- 1977 : Les Tigres du désert (it) (Kaput Lager - Gli ultimi giorni delle SS) de Luigi Batzella
- 1977 : Ultime violence (La belva col mitra) de Sergio Grieco
- 1978 : Les Cinq de la section spéciale (Napoli... i 5 della squadra speciale) de Mario Bianchi
- 1978 : L'Implacable Défi (it) (La sfida del tigre) de Bruce Le, Richard Harrison et Luigi Batzella
- 1978 : Fireback de Teddy Page
- 1979 : I guappi non si toccano de Mario Bianchi
- 1979 : La Guerre du pétrole (Black Gold Dossier) de Luigi Batzella

#### Années 1980
- 1980 : Les Plaisirs d'Hélène (Orgasmo nero) de Joe D'Amato
- 1982 : Hajji Washington
- 1982 : Amok
- 1983 : Eliminator (Blood Debts)
- 1984 : Intrusion Cambodia ou Rescue Team
- 1985 : Ninja Terminator
- 1985 : Ninja Holocaust
- 1985 : Ninja Champion
- 1985 : Ninja Thunderbolt
- 1986 : Diamond Ninja Force
- 1986 : Ninja Hunt
- 1986 : Ninja Dragon
- 1986 : Golden Ninja Warrior
- 1986 : Ninja Squad
- 1986 : Ninja the Protector
- 1987 : Cobra vs. Ninja
- 1987 : Ninja Kill
- 1987 : Ninja Commandments
- 1987 : Ninja Operation: Licensed to Terminate
- 1987 : Ninja: Silent Assassin
- 1987 : Ninja Avengers
- 1987 : Hitman le Cobra
- 1988 : Ninja Powerforce
- 1988 : Operation Las Vegas
- 1988 : Dark Mission : Les Fleurs du mal de Jesús Franco

#### Années 1990 et 2000
- 1993 : Angel Eyes
- 2000 : Jerks
- 2013 : Fallen Angel

### À la télévision
- 1984 : Série noire : Neige à Capri de Gianluigi Calderone